# Элиацминда
Элиацминда (груз. ელიაწმინდა) — село в Грузии, на территории Ахалцихского муниципалитета края (мхаре) Самцхе-Джавахети.

## География
Село находится в южной части Грузии, в верховьях реки Лерциани (левый приток реки Поцхови), на расстоянии приблизительно 7 километров (по прямой) к северо-северо-западу от города Ахалцихе, административного центра муниципалитета. Абсолютная высота — 1469 метров над уровнем моря.

## Население
По результатам официальной переписи населения 2014 года, в Элиацминде проживало 116 человек (54 мужчины и 62 женщины). В национальной структуре населения грузины составляли 100 %.
| Год  | Население, человек |
| ---- | ------------------ |
| 2002 | 183                |
| 2014 | ↘ 116              |